# 油茶麻花
油茶麻花，也称油茶泡麻花或麻花油茶，是一种西安坊间的传统早餐，将麻花煮于油茶中食用。油茶麻花是唯一将油茶与麻花组合在一起的食物，也是西安人的传统早餐。麻花油茶是西安的油茶品种之一，其他品种还有疙瘩油茶、杏仁油茶、壶壶油茶等。

## 特点
油茶麻花的做法是将面粉用清油炒熟，配上杏仁、花生、黄豆，用开水兑开，取炸好的新鲜麻花泡入，口感绵软芳香，既不油腻还有营养。

## 渊源
有认为麻花油茶是由元代回回食品——哈尾尔发展而来。